# Киберлен, Сандрин
Сандрин Киберлен (фр. Sandrine Kiberlain; род. 25 февраля 1968, Булонь-Бийанкур, О-де-Сен, Франция) — французская актриса и певица. Дважды лауреат (в 1996 и 2015 годах) и неоднократная номинантка кинопремии «Сезар» и ещё ряда фестивальных и других кинонаград.

## Биография
Сандрин Киберлен родилась 25 февраля 1968 года в Булонь-Бийанкуре (департамент О-де-Сен, Франция). Предками Сандрин были польские евреи, эмигрировавшие во Францию в 1933 году. Отец актрисы — бухгалтер и театральный автор Давид Декка. После окончания лицея в Париже училась в актёрской школе Cours Florent (1987—1989) и в Высшей национальной консерватории драматического искусства (1989—1992), где её наставником был Даниэль Месгиш.
Киберлен дебютировала в кино ещё во время учёбы, в 1986 году, снявшись в ленте «Частные уроки» (реж. Пьер Гранье-Дефер), и в том же году снялась в небольшой роли в фильме «Украли Чарли Спенсера!» Франсиса Юстера. В 1990 году сыграла роль сестры Колетти в легендарном фильме Жана-Поля Раппно «Сирано де Бержерак».
После нескольких эпизодических ролей, в 1995 году Киберлен была номинирована на премию «Сезар» за роль «девушки по вызову» Мари-Клод в политическом триллере Эрика Рошана «Патриоты» (1994), а в 1996-м актриса получила «Сезара» как «самая многообещающая актриса» за участие в фильме «Иметь (или не иметь)» — первой полнометражной работе Летиции Массон. После этого Киберлен три года подряд номинировалась на звание лучшей актрисы, получив награду лишь в 2014 году за главную роль судьи в фильме Альбера Дюпонтеля «9 месяцев строгого режима».
Кроме работы в кино, Сандрин продолжает выступления на театральной сцене. В 1997 году актрисе вручили престижную французскую театральную премию Мольера за главную роль в постановке пьесы «Роман Лулу» («Le roman de Lulu»), написанной её отцом Давидом Декка.
Киберлен дважды (в 1998 и в 2009 годах) была членом жюри кинофестиваля американского кино в Довиле, а в 2001 году вошла в состав жюри Каннского кинофестиваля.
В 2005 году Киберлен дебютировала как певица.

## Личная жизнь
В 1993 году Киберлен познакомилась на съёмках с актёром Венсаном Линдоном и в 1998 году стала его женой (до 2008). В 2000 году у пары родилась дочь Сюзанна.
Сандрин участвует в деятельности благотворительного фонда «Цепь надежды» (фр. La Chaîne de l'espoir), который создан, чтобы обеспечить детям из развивающихся стран доступ к образованию и медицинской помощи.

## Фильмография
| Год  | Русское название                              | Оригинальное название                      | Роль                                       |
| ---- | --------------------------------------------- | ------------------------------------------ | ------------------------------------------ |
| 1986 | Частные уроки                                 | Cours privé                                |                                            |
| 1986 | Украли Чарли Спенсера!                        | On a volé Charlie Spencer!                 | работница банка                            |
| 1990 | Сирано де Бержерак                            | Cyrano de Bergerac                         | сестра Колетта                             |
| 1991 | Милена                                        | Milena                                     |                                            |
| 1992 | Слабый пол                                    | Sexes faibles!                             | официантка                                 |
| 1992 | Неизвестный в доме                            | L’inconnu dans la maison                   | Мари                                       |
| 1993 | Инстинкт ангела                               | l’instinct de l’ange                       | Поленьев                                   |
| 1993 | Как действуют люди                            | Comment font les gens                      | Ирэн                                       |
| 1993 | В нормальных людях нет ничего исключительного | Les gens normaux n’ont rien d’exceptionnel | Флоренс                                    |
| 1994 | Патриоты                                      | Les patriotes                              | Мари-Клод                                  |
| 1995 | Том совсем одинок                             | Tom est tout seul                          | Лоретта                                    |
| 1995 | Иметь (или не иметь)                          | En avoir (ou pas)                          | Алиса                                      |
| 1996 | Бомарше                                       | Beaumarchais l’insolent                    | Мария-Тереза                               |
| 1996 | Никому не известный герой                     | Un héros très discret                      | Иветта                                     |
| 1996 | Квартира                                      | Отеле L’Appartement                        | Мюриэль                                    |
| 1997 | Кадриль                                       | Quadrille                                  | Клодин Одре                                |
| 1997 | Седьмое небо                                  | Le septième ciel                           | Матильда                                   |
| 1998 | На продажу                                    | À vendre                                   | Франс Робер                                |
| 1999 | Ничего о Робере                               | Rien sur Robert                            | Жульетт Саваж                              |
| 2000 | Люби меня                                     | Love me                                    | Габриэль Роуз                              |
| 2000 | Фальшивая служанка                            | La Fausse suivante                         | рыцарь                                     |
| 2000 | Всё хорошо, идём                              | Tout va bien, on s’en va                   | Беатрис                                    |
| 2001 | Похищение для Бетти Фишер                     | Betty Fisher et autres histoires           | Бетти Фишер                                |
| 2002 | Вам букет!                                    | C’est le bouquet!                          | Катрин                                     |
| 2003 | Ох уж эти дочери!                             | Filles uniques                             | Кароль                                     |
| 2003 | Только после Вас!                             | Après vous!                                | Бланш Гримальди                            |
| 2004 | Маленькая игра без последствий                | Un petit jeu sans conséquence              | Клэр                                       |
| 2007 | Очень хорошо, спасибо                         | Très bien, merci                           | Беатрис                                    |
| 2007 | Творческая жизнь                              | La vie d’artiste                           | Алиса                                      |
| 2009 | Девушка на грани нервного срыва               | Romaine par moins 30                       | Ромейн                                     |
| 2009 | Маленький Николя                              | Le petit Nicolas                           | учительница                                |
| 2009 | Мадемуазель Шамбон                            | Mademoiselle Chambon                       | Вероник Шамбон                             |
| 2010 | Женщины с 6-го этажа                          | Les femmes du 6e étage                     | Сюзання Жобер                              |
| 2010 | Балкон с видом на море                        | Un balcon sur la mer                       | Клотильда Палестро                         |
| 2011 | Палиция                                       | Polisse                                    |                                            |
| 2011 | Славный городок                               | Beur sur la ville                          | Диана                                      |
| 2011 | Птицы                                         | Oiseau                                     | Анна                                       |
| 2011 | Право на «лево»                               | Les infidèles                              | Мари-Кристин (эпизод «Анонимные неверные») |
| 2012 | Полин ведёт расследование                     | Pauline détective                          | Поленьев                                   |
| 2012 | Улица Мандар                                  | Rue Mandar                                 | Эмма                                       |
| 2013 | Холостяки в отрыве                            | Les gamins                                 | Сюзанна                                    |
| 2013 | Тип Топ                                       | Tip Top                                    | Салли Маринелли                            |
| 2013 | Виолетт                                       | Violette                                   | Симона де Бовуар                           |
| 2013 | Любить, пить и петь                           | Aimer, boire et chanter                    | Моника                                     |
| 2013 | 9 месяцев строгого режима                     | 9 mois ferme                               | Ариана Фелдер                              |
| 2014 | Она его обожает                               | Elle l’adore                               | Мюриэль Байєн                              |
| 2015 | Представьте                                   | Imagine                                    |                                            |
| 2015 | На плаву                                      | Comme un avion                             | Рашель                                     |
| 2015 | Флорида                                       | Floride                                    | Алиса                                      |
| 2016 | Когда тебе семнадцать                         | Quand on a 17 ans                          |                                            |
| 2018 | Чёрная полоса                                 | Fleuve noir                                | Соланж Арно                                |
| 2023 | Зелёный аромат                                |                                            |                                            |

## Награды

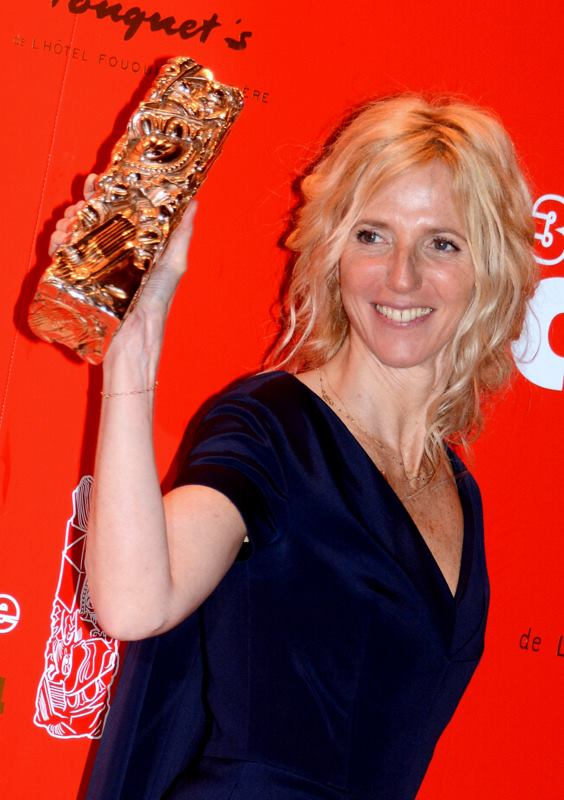
Сандрин Киберлен на церемонии вручения премии «Сезар», 2014

| Год                                      | Категория                                                                   | Фильм                     | Результат |
| ---------------------------------------- | --------------------------------------------------------------------------- | ------------------------- | --------- |
| Премия «Сезар»                           |                                                                             |                           |           |
| 1995                                     | Самая Многообещающая актриса                                                | Патриоты                  | Номинация |
| 1996                                     | Самая Многообещающая актриса                                                | Иметь (или не иметь)      | Победа    |
| 1997                                     | Лучшая актриса второго плана                                                | Никому неизвестный герой  | Номинация |
| 1998                                     | Лучшая актриса                                                              | Седьмое небо              | Номинация |
| 1999                                     | Лучшая актриса                                                              | На продажу                | Номинация |
| 2010                                     | Лучшая актриса                                                              | Мадемуазель Шамбон        | Номинация |
| 2014                                     | Лучшая актриса                                                              | 9 месяцев строгого режима | Победа    |
| 2015                                     | Лучшая актриса                                                              | Она его обожает           | Номинация |
| Премия Роми Шнайдер                      |                                                                             |                           |           |
| 1995                                     |                                                                             |                           | Победа    |
| Брюссельский международный кинофестиваль |                                                                             |                           |           |
| 1996                                     | Приз Хрустальная звезда как лучшей актрисе                                  | Иметь (или не иметь)      | Победа    |
| Золотая звезда кино                      |                                                                             |                           |           |
| 1999                                     | Лучшая актриса                                                              | На продажу                | Победа    |
| 2001                                     | Лучшая актриса                                                              | Похищение для Бетти Фишер | Победа    |
| Международный кинофестиваль в Чикаго     |                                                                             |                           |           |
| 2001                                     | Серебряный Хьюго лучшей актрисе (с Николь Гарсиа)                           | Похищение для Бетти Фишер | Победа    |
| Монреальский кинофестиваль               |                                                                             |                           |           |
| 2001                                     | Лучшая актриса вместе c Николь Гарсиа и Матильдой Сенье                     | Похищение для Бетти Фишер | Победа    |
| 2001                                     | Приз ФИПРЕССИ вместе с Клодом Миллером (режиссёр) и Николь Гарсиа (актриса) | Похищение для Бетти Фишер | Победа    |
| Стамбульский кинофестиваль               |                                                                             |                           |           |
| 2010                                     | Специальный приз жюри (Международный конкурс)                               | Мадемуазель Шамбон        | Победа    |
| Премия «Люмьер»                          |                                                                             |                           |           |
| 2014                                     | Лучшая актриса                                                              | 9 месяцев строгого режима | Номинация |
| 2015                                     | Лучшая актриса                                                              | Она его обожает           | Номинация |
| Хрустальный глобус                       |                                                                             |                           |           |
| 2014                                     | Лучшая актриса                                                              | 9 месяцев строгого режима | Номинация |
| 2015                                     | Лучшая актриса                                                              | Она его обожает           | Номинация |

## Дискография
- Manquait plus qu'ça (2005)
- Coupés bien net et bien carré (2007)